# Daniel M. Tellep
Daniel Michael Tellep, född 20 november 1931, död 26 november 2020, var en amerikansk ingenjör och företagsledare.
Han avlade kandidatexamen och master i maskinteknik vid University of California, Berkeley. År 1955 fick han en anställning hos Lockheed Corporation och arbetade med bland annat att utveckla kärnvapen till att klara utträde och återinträde till Jorden utan att atmosfären förstör dem (bland annat Lockheed X-17); att utveckla och tillverka termiska kakelplattor för att skydda Space Shuttle vid liknande situationer samt utvecklande av ballistiska robotar avfyrade från ubåtar. År 1984 blev han utsedd till att vara president för koncernen medan 1989 fick han även VD-rollen. Tellep var initiativtagaren till att fusionen mellan Lockheed Corporation och Martin Marietta Corporation kunde genomföras den 15 mars 1995. Det nya företaget fick namnet Lockheed Martin Corporation och Tellep blev styrelseordförande och VD. Han var dock det bara i de första nio månaderna innan Martin Mariettas VD Norman R. Augustine tog över positionerna. Tellep var dock kvar som ledamot i koncernstyrelsen.
Han satt även som ledamot i styrelserna för banken First Interstate Bancorp och energibolaget Southern California Edison.
Den 26 november 2020 avled Tellep i sitt hem i Saratoga i Kalifornien.